# Yuri Prokudin
Yuri Nikoláievich Prokudin (transliteración del cirílico ruso Юрий Николаевич Прокудин ( 1911 - 1999) fue un botánico, y agrostólogo soviético.

## Honores

### Eponimia
Especies
- (Poaceae) Elymus prokudinii (Seredin) Tzvelev[2]

- (Poaceae) Elytrigia prokudinii Druleva ex Dubovik[3]

- (Poaceae) Roegneria prokudinii Seredin[4]

- La abreviatura «Prokudin» se emplea para indicar a Yuri Prokudin como autoridad en la descripción y clasificación científica de los vegetales.[5]